# Dendrocopos macei
Dendrocopos macei là một loài chim trong họ Picidae.

## Hình ảnh

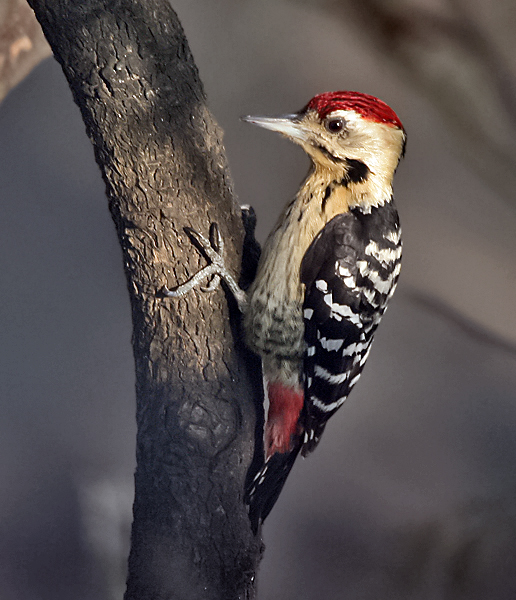
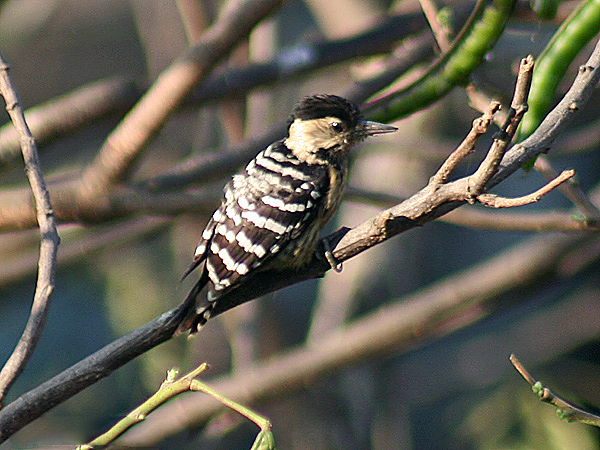